# Monsters: 103 Passioni Inferno del Dragone
Monsters: 103 Passioni Inferno del Dragone (MONSTERS 一百三情飛龍侍極?, Monsutāzu Ippaku Sanjō Hiryū Jigoku), noto anche come MONSTERS - Centotré emozioni... Inferno del drago volante, è un'original net animation (ONA) prodotto da E&H Production, basato sul manga autoconclusivo Monsters di Eiichirō Oda, pubblicato da Shūeisha nel numero speciale autunnale di Weekly Shōnen Jump nel 1994.
L'ONA è stato pubblicato su Netflix il 21 gennaio 2024, e in Italia anche sul canale Anime Generation di Prime Video per opera di Yamato Video.

## Trama
In una piccola città, lo squattrinato samurai errante del Paese di Wa Ryuma viene cacciato malamente da un locale poiché incapace di pagare il cibo; vedendolo per strada affamato Flare, cameriera di un altro bar, è mossa a pietà e gli offre un pranzo gratuito. Poco dopo, il samurai attacca briga con un altro avventore del locale, il rinomato spadaccino Cyrano che, uscendo, ha inavvertitamente sfiorato il fodero della sua spada col proprio - cosa che per Ryuma rappresenta un inequivocabile gesto di sfida. Flare tuttavia si interpone tra i due fermando il duello, richiesta a cui il samurai acconsente in quanto ritiene di avere un debito di riconoscenza con la ragazza per averlo salvato dai morsi della fame.
Successivamente il proprietario del bar racconta al samurai che Flare nutre un profondo rispetto per Cyrano in quanto, sette anni prima, quando il suo villaggio venne assalito da un drago sputa fuoco, egli intervenne riuscendo a portarla in salvo. L'uomo spiega inoltre che Cyrano è considerato uno spadaccino di incredibile bravura, secondo solamente al miglior spadaccino del mondo, il misterioso individuo chiamato "King". Sentendo ciò, Ryuma è fremente dalla voglia di affrontare Cyrano ma, per rispetto a quanto richiestogli da Flare, decide infine di lasciare il locale e riprendere il proprio cammino. Una volta uscito, il fodero della sua spada si scontra però con quello di un altro individuo, lo spadaccino di terz'ordine D.R. che, una volta fermato dal samurai per il duello, si pugnala allo stomaco ed attira l'attenzione della folla accusando Ryuma di averlo assalito, dopodiché suona per vendetta il Corno del Dragone, strumento che serve ad evocare e controllare il temuto drago. Udito tutto ciò, gli abitanti della città cadono in preda al terrore ed accusano il samurai di averli condannati tutti a morte, fatto che da a D.R. la possibilità di defilarsi indisturbato.
Mentre Flare rimprovera Ryuma dicendosi delusa dalla sua avventatezza, Cyrano identifica il corno suonato da D.R. come il vero artefatto rubato sette anni prima alla scorta di soldati di cui era a capo e, ritenendosi responsabile della loro morte per non essere stato con loro al momento del furto, decide dunque di fare ammenda rimanendo in città ad affrontare il drago dopo aver esortato tutti gli abitanti ad evacuarla.
Una volta che l'intera cittadinanza è fuggita Flare, temendo per la vita di Cyrano, torna indietro nella speranza di farlo desistere, seguita da Ryuma, ma trova lo spadaccino che tanto ammira intento a saccheggiare la città assieme a D.R.; origliando la loro conversazione da lontano i due scoprono che, sette anni prima, fu proprio Cyrano a massacrare i suoi stessi uomini per rubare il Corno del Dragone assieme al complice e in seguito dare alle fiamme l'intero villaggio controllando il drago così da derubare gli abitanti. In quell'occasione la piccola Flare, sfuggita dalle macerie della sua casa, vide l'uomo e, prima di perdere i sensi, lo implorò di salvare i suoi genitori, Cyrano tuttavia li uccise entrambi per poi raccontare di essere riuscito a soccorrere solo la bambina così da godersi la gloria da eroe. Con le ricchezze derivate da quel furto ormai in esaurimento, i due briganti hanno dunque deciso di ripetere lo schema di allora, motivo per il quale, dopo essersi imbattuto nel samurai, Cyrano ha suggerito al complice di far ricadere la colpa su quest'ultimo sfiorando il fodero della sua spada per provocarlo.
Sentito tutto ciò, inizialmente Flare si dice serena seppur arrabbiata ed esorta Ryuma ad abbandonare la città e mettersi in salvo ma, una volta rientrata nel bar, ormai deserto, scoppia in un pianto disperato. Sentendola Ryuma si infuria ed affronta Cyrano e D.R. sconfiggendoli entrambi con estrema facilità; poco dopo, all'arrivo del drago, Flare esce dal bar depressa e determinata a lasciarsi morire bruciando assieme alla città, ma assiste sbalordita mentre il samurai lo decapita con un singolo fendente. Prima di salutare la ragazza, Ryuma le dice che tornerà a mangiare al suo locale e di non pensare mai più alla morte, Flare risponde affermativamente, dopodiché racconta l'accaduto al resto della cittadina e il suo capo realizza la vera identità del samurai: il miglior spadaccino del mondo, soprannominato "Ryuma de King" dalle innumerevoli persone a cui ha salvato la vita.
In una scena dopo i titoli di coda, viene mostrato come, secoli dopo, a Thriller Bark, lo zombie di Ryuma, avvolto dalle fiamme dopo il duello con Roronoa Zoro, consegni la propria spada a quest'ultimo che, accettandola, dichiara che avrebbe voluto incontrarlo nella sua epoca.

## Personaggi
Shimotsuki Ryuma (霜月リューマ?, Shimotsuki Ryūma) / Ryuma de King (リューマ・ド・キング?, Ryuma do Kingu)
Doppiato da: Yoshimasa Hosoya (ed. giapponese), Ezio Vivolo (ed. italiana)
Un samurai errante che detiene il titolo di spadaccino più forte del mondo. Durante gli eventi di One Piece il suo cadavere e la sua spada vengono rubati da Gekko Moria per servirlo su Thriller Bark. Alla fine affida la sua spada a Roronoa Zoro.
Flare (フレア?, Furea)
Doppiata da: Kana Hanazawa (ed. giapponese), Laura Cherubelli (ed. italiana)
Una ragazza che lavora come cameriera nel bar di una piccola città. Unica superstite all'attacco del drago che distrusse il suo villaggio, nutre un immenso rispetto per Cyrano, che crede erroneamente essere il suo salvatore.
Cyrano (シラノ?, Shirano)
Doppiato da: Hiroki Tōchi (ed. giapponese), Diego Baldoin (ed. italiana)
Spadaccino di prim'ordine che si dice sia secondo solo al misterioso spadaccino più forte al mondo, King. In realtà è un ladro che sette anni prima dell'inizio della storia ha orchestrato il grande disastro che ha distrutto il villaggio di Flare lasciandola l'unica superstite.
D.R. (ディーアールの?, Dīāruno)
Doppiato da: Mitsuaki Madono (ed. giapponese), Luca Ghignone (ed. italiana)
Uno spadaccino di terz'ordine che incastra Ryuma accusandolo di averlo accoltellato. In realtà è un complice di Cyrano in combutta con lui sin dal disastro di sette anni prima.
Barista (マスター?, Masutā)
Doppiato da: Katsuhito Nomura (ed. giapponese), Alessandro Fattori (ed. italiana)
Il proprietario del locale dove lavora Flare.
Roronoa Zoro (ロロノア・ゾロ?, Roronoa Zoro)
Doppiato da: Kazuya Nakai (ed. giapponese), Patrizio Prata (ed. italiana)

## Produzione
Nel luglio 2023, è stato annunciato che Monsters avrebbe ricevuto un adattamento anime, successivamente rivelatosi un'original net animation (ONA) presentato su Netflix il 21 gennaio 2024 in anteprima mondiale e il 23 gennaio in Giappone. Medialink ha distribuito l'ONA in sublicenza in streaming nell'Asia-Pacifico sul proprio canale YouTube Ani-One Asia.
La regia e la composizione è curata da Sunghoo Park e dal suo studio di animazione E&H Production. Il design dei personaggi è di Takashi Kojima, con Fuminao Akai come direttore artistico, Ryoji Nagasawa in veste di colorista e Lee Ju-Mi come direttore della fotografia. Il montaggio è stato eseguito ad opera di Keisuke Yanagi, mentre il direttore audio è Akiko Fujita con le musiche composte da Hiroaki Tsutsumi e prodotte da Takeki Kobayashi.

## Promozione
L'opera originale è stata scritta ed illustrata da Eiichirō Oda per lo speciale autunnale di Weekly Shōnen Jump del 1994, edito da Shūeisha con data di copertina 30 ottobre, e in seguito pubblicato nella raccolta One Piece Wanted! del 4 novembre 1998. Il personaggio di Ryuma è successivamente riapparso in veste di zombie in One Piece nel corso dell'arco narrativo di Thriller Bark, collocando così le due storie nel medesimo universo narrativo.
Il 22 gennaio 2024, per promuovere l'uscita dell'ONA, Viz Media ha pubblicato un audio manga digitale dove Hosoya da nuovamente voce al protagonista, mentre Flare, Cyrano, D.R. e il barista sono tuttavia rispettivamente doppiati da Maaya Sakamoto, Hōchū Ōtsuka, Yoshitsugu Matsuoka e Takuma Terashima.